# Suliki (Indonesië)
Suliki is een bestuurslaag in het regentschap Lima Puluh Kota van de provincie West-Sumatra, Indonesië. Suliki telt 2562 inwoners (volkstelling 2010).